# Muzeum Zegarów w Bratysławie
Muzeum Zegarów w Bratysławie (słow. Múzeum hodín v Bratislave) – muzeum dokumentujące historię zegarów, zegarków i zegarmistrzostwa w Bratysławie końca XVII wieku do XIX wieku.

## Budynek
Oddział Muzeum Miasta Bratysławy mieści się w rokokowym budynku wzniesionym w latach 1760–1765 zwanym Domem u Dobrego Pasterza (słow. Dom U dobrého pastiera) – jednym z najwęższych domów w Europie. Jest to jeden z nielicznych budynków w obszarze poniżej zamku w Bratysławie, który zachował swój pierwotny stan. Muzeum istnieje od odbudowy budynku w 1975 roku wtedy Muzeum Miasta Bratysławy otworzyło tutaj wystawę ponad 60 zabytkowych zegarów.

## Zbiory
Zbiory przedstawiają przenośne zegary słoneczne, ścienne zegary, budziki i niektóre przykłady zegarków. Zegary znajdujące się w muzeum były wytwarzane dla arystokratów i mieszczan. Jednym z najpiękniejszych eksponatów jest pozłacany zegar typu Mantel clocks lub shelf clocks słynnego zegarmistrza bratysławskiego Jacoba Guldan. Jak również przenośne zegary i zegarki o różnorodności form i motywów dekoracyjnych. Większość eksponatów jest sygnowanych przez bratysławskich zegarmistrzów. W muzeum jest również kilka zegarów znanych twórców wiedeńskich. Na wystawie jest prezentowany XVIII wieczny mechanizm zegara pochodzący z wieży kościoła w dawnym samodzielnym miasteczku Devin – obecnie dzielnica Bratysławy. Bardziej rozbudowana jest kolekcja tzw. mieszczańskich szafowych zegarów typowego środkowoeuropejskiego stylu. Zegary pochodzące z XIX wieku to głównie eksponaty w imperialnym i biedermeierowskim stylu. Ekspozycja z tego okresu przedstawia wbudowane mechanizmy w obrazy oraz zegary z mechanizmami muzycznymi. W muzeum istnieje możliwość posłuchania nagrań znajdujących się tu zegarów.